# Proparoxítona
Classifica-se uma palavra como proparoxítona ou esdrúxula quando tem o acento predominante, a sílaba tônica, na antepenúltima sílaba.
Toda palavra portuguesa proparoxítona é acentuada, cumpre ressaltar, todavia, que algumas palavras de origem estrangeira foram incorporadas ao idioma pátrio e, portanto, escapam à regra, como é o caso de habitat, deficit, superavit ou performance. Deficit, habitat e superavit já tem formas aceitas pelos gramáticos que são déficit, superávit e hábitat. O VOLP - Vocabulário Ortográfico da Língua Portuguesa na 5ª edição registra como aportuguesamento a palavra défice.
Todas as palavras proparoxítonas não pronominalizadas levam acento.
As palavras que terminam nas sequências vocálicas postônicas: -ea, -eo, -ia, -ie, -io, -oa, -ua, -uo; são designadas por "proparoxítonas aparentes". Por exemplo: ''his-tó-ria'', ou ''his-tó-ri-a'', '"mis-té-rio" ou "mis-té-ri-o" e ''re-mé-dio'' ou ''re-mé-di-o''.
Há ainda as chamadas "falsas esdrúxulas", palavras graves (paroxítonas) mas que de modo geral são pronunciadas como esdrúxulas, por exemplo: pudico, glicemia, rubrica.
- ácaro - á-ca-ro
- informática - in-for-má-ti-ca
- relâmpago  -  re-lâm-pa-go
- último  - úl-ti-mo
- ética - é-ti-ca
- rápido - rá-pi-do
- gramática - gra-má-ti-ca
- átomo - á-to-mo
- trágico - trá-gi-co
- patético - pa-té-ti-co
- árvore - ár-vo-re
- proparoxítona - pro-pa-ro-xí-to-na
- paroxítona - pa-ro-xí-to-na
- oxítona - o-xí-to-na
- página - pá-gi-na
- dúvida - dú-vi-da
- código - có-di-go
- música - mú-si-ca
- telégrafo - te-lé-gra-fo
- dinâmico - di-nâ-mi-co
- sábado - sá-ba-do
- gênero - gê-ne-ro
- público - pú-bli-co
- teledinâmico - te-le-di-nâ-mi-co
- tônica - tô-ni-ca
- monossílabo - mo-nos-sí-la-bo
- fonética - fo-né-ti-ca
- sílaba - sí-la-ba
- óptica - óp-ti-ca
- pêndulo - pên-du-lo
- máquina - má-qui-na
- gráfico - grá-fi-co
- médico - mé-di-co
- elétrico - e-lé-tri-co
- física - fí-si-ca
- química - quí-mi-ca
- máximo - má-xi-mo
- cálice - cá-li-ce
- úmido - ú-mi-do
- tímido - tí-mi-do
- propósito - pro-pó-si-to
- límpido - lím-pi-do
- lúcido - lú-ci-do
- excêntrico - ex-cên-tri-co
- fôlego - fô-le-go
- matemática - ma-te-má-ti-ca
- acadêmico - a-ca-dê-mi-co
- fenômeno - fe-nô-me-no
- cômico - cô-mi-co
- econômico - eco-nô-mi-co
- sinônimo - si-nô-ni-mo